# Ben Warren
Ben Warren (Newhall, Inglaterra, 7 de mayo de 1879 - Mickleover, Inglaterra, 15 de enero de 1917) fue un futbolista inglés. Se desempeñaba en la posición de centrocampista.

## Selección nacional
Fue internacional con la selección de fútbol de Inglaterra en 22 ocasiones y marcó 2 goles. Debutó el 17 de febrero de 1906, en un encuentro amistoso ante la selección de Irlanda que finalizó con marcador de 5-0 a favor de los ingleses.

## Clubes
| Club          | País       | Año         |
| ------------- | ---------- | ----------- |
| Derby County  | Inglaterra | 1899 - 1908 |
| Chelsea F. C. | Inglaterra | 1908 - 1911 |